# Gallicolumba erythroptera
Gallicolumba erythroptera là một loài chim trong họ Columbidae.